# Ichneumon notatus
Ichneumon notatus là một loài tò vò trong họ Ichneumonidae.